# Oliver Stern (Musiker)
Oliver Stern (* 20. Januar 1953 in Nortorf; eigentlich Uwe Hauschild) ist ein deutscher Schlager-Countryinterpret, Komponist, Texter, Musikproduzent und Buchautor.

## Leben
Während der Schulzeit gründete Hauschild eine Schülerband und schrieb im Alter von 14 Jahren seinen ersten Schlager Ich freue mich auf´s Wochenend. Nach einer kaufmännischen Ausbildung verschrieb er sich ganz der Musik. Er schrieb viele Schlager, Volks- und Countrytitel, die auf Tonträgern veröffentlicht wurden.
Oliver Stern schrieb auch Songs für div. seiner Sängerkollegen.
2002 erschien im Logophon Verlag das autobiographisch orientierte Buch Wieder leben, in dem Stern über seine seit 1988 besiegte Alkoholkrankheit erzählt. 2008 erschien im Florino-Verlag sein Kinderbuch "Malte Mut und die Insel Namenlos".
Ab 2009 produzierte der Komponist und Produzent Christian Bruhn ein Album mit Oliver Stern. Alle 14 Kompositionen für das Album stammen von Christian Bruhn. Für die Texte zeichnen Michael Kunze, Wolfgang Hofer und Oliver Stern selbst verantwortlich.
Das Album wurde am 5. August 2011 bei der Plattenfirma PAPAGAYO-Gerig-Musikverlage veröffentlicht.
Im Oktober 2014 veröffentlicht Oliver Stern die Coverversion des Welthits "Rock n Roll,I gave you the best years of my life" von dem Australier Kevin Johnson, mit einem eigenen deutschen Text: "Rock n Roll, ich gab dir meine besten Jahre", mit der ausdrücklichen Genehmigung von Kevin Johnson und dem Original-Musikverlag SONY.